# Kuba Stankiewicz
Kuba Stankiewicz, właściwie Jakub Lech Stankiewicz (ur. 7 grudnia 1963 we Wrocławiu) – polski pianista jazzowy, kompozytor. Od wielu lat zajmuje niepodważalne miejsce w czołówce najlepszych polskich pianistów jazzowych. 

## Kariera muzyczna
Debiutował w zespołach Jana „Ptaszyna” Wróblewskiego i Zbigniewa Namysłowskiego (1985-1987) – z tym drugim występował m.in. w USA i Meksyku oraz nagrał albumy Song of Innocence i Open. W latach 1987–1990 studiował w Berklee College of Music w Bostonie (dyplom w klasie fortepianu) i podróżował po Stanach Zjednoczonych z Orkiestrą Artie Shawa. Jest laureatem nagrody Oscara Petersona oraz półfinalistą Międzynarodowego Konkursu Pianistów Jazzowych im. Theloniousa Monka w Waszyngtonie. Po powrocie z wojaży amerykańskich do kraju założył własny zespół. Jego autorski album pt. Northern Song został wybrany płytą roku w ankiecie czytelników magazynu „Jazz Forum” (1993). W 1994 roku pianista otrzymał nagrodę Programu III Polskiego Radia – „Mateusz '94” za osiągnięcia twórcze. Krytycy wysoko ocenili płyty formacji Traveling Birds Quintet, współtworzonej przez Stankiewicza z Darkiem Oleszkiewiczem, Piotrem Wojtasikiem, Piotrem Baronem i Cezarym Konradem. Ponadto muzyk współpracował, bądź współpracuje m.in. z Artem Farmerem (płyta Art in Wrocław), Scottem Hamiltonem, Harvie Swartzem, Sheilą Jordan i międzynarodowym zespołem jazzowym Central European Jazz Connection. W roku 2013 ukazał się jego kolejny album pt. Kilar. Pianista kieruje Katedrą Muzyki Jazzowej oraz prowadzi klasę fortepianu na Akademii Muzycznej im. Karola Lipińskiego we Wrocławiu. W maju 2009 roku otrzymał stopień doktora, a w 2016 roku stopień doktora habilitowanego w dziedzinie sztuki muzycznej, dyscyplinie artystycznej – instrumentalistyka na Wydziale Instrumentalnym Akademii Muzycznej we Wrocławiu.